# Блаж Краљевић
Блаж Краљевић (Лисице, Љубушки 17. септембар 1947 — Крушево, Мостар 9. август 1992) био је командант Хрватских одбрамбених снага (ХОС) у Херцеговини и генерал-мајор Армије Републике Босне и Херцеговине (АРБиХ).
Постао је политички активиста у Аустралији 1967. године. Успостављањем вишепартијског система у Југославији, враћа се у Хрватску и придружује Хрватској странци права. У децембру 1991. постављен је на мјесто команданта оружане формације ХСП-а, Хрватских одбрамбених снага, у Херцеговини. Као командант ХОС-а учествовао је у ратним окршајима са Војском Републике Српске на територији Херцеговине. Због противљења сарадњи са Хрватским вијећем одбране (ХВО) долази у сукоб са руководством Херцег-Босне, док истовремено успоставља везе са АРБиХ. ХОС је због те сарадње постао средство АБиХ за дестабилизацију ХВО-а и Херцег-Босне, а Краљевић вођен усташком идеологијом, заговара заједничку сарадњу Хрвата и Муслимана и успостављање хрватских граница на Дрини. Краљевић је са својом пратњом под неразјашњеним околностима погинуо на контролном пункту у Крушеву код Мостара. Неки од његових сарадника тврде да је Краљевић убијен по налогу хрватског политичког врха. Истрага о његовој смрти се води од маја 2013. године.

## Младост и емиграција
Блаж Краљевић је рођен у Лисицама, у Љубушком, као једно од осморо дјеце Николе и Маре Краљевић. Из Југославије је у јуну 1966. побјегао у Њемачку, одакле је отишао за Аустралију у априлу 1967. године. Заједно са Антуном Шутом отвара ресторан у досељеничкој четврти Сент Олбанс. У то вријеме се придружио Хрватском револуционарном братству. Заједно са Шутом, Зденком Марничићем и Илијом Ловрићем требало је да оде за Франкфурт, да се прикључи Бугојанској групи. Међутим, отпутовали су само Марничић и Ловрић, а Шуто се неколико недјеља прије акције сам добровољно повукао. Краљевића су дан прије одласка, 19. маја 1972, ухапсили припадници Аустралијске безбједносно-обавештајне организације (АБОО) због илегалног точења пића. Само хапшење је сумњиво јер се за тај прекршај ријетко или никако хапси, посебно не од стране АБОО. Из притвора је Краљевић пуштен 21. маја 1972, дан након што је Бугојанска група прешла аустријско-југословенску границу.
Након пуштања из притвора, у хрватски исељеничким круговима у Аустралији појавиле су се сумње око Краљевићеве улоге у политичком исељеништву. Краљевића су испитивали унутар ХРВ-а те након сазнања да је тајно контактирао са једним агентом из федералне службе. Преселио се у Канберу, напуштајући аустралијску државу Викторију по савјету агента. То сазнање није било познато осталим исељеничким круговима, већ само онима у држави Викторији и да би избјегао њихове оптужбе наставља политички дјеловати у Канбери. Када је 1976. основан огранак Хрватског народног вијећа Раковица у Канбери, Краљевић је изабран за предсједника. Сљедеће године се учланио у Хрватску републиканску странку и постао предсједник њеног огранка у Земуну. Крајем октобра 1977. покренуто је привремено Хрватско посланство, а Краљевић је био благајник. Како је своје послове обављао одговорно, изабран је за секретара Хрватског међудруштвеног одбора у Канбери који се састојао од представника већине хрватски исељеничких организација, удружења и друштава.
Због његовог пословног дјеловања у Канбери, аустралијске власти су одбијале дати Краљевићу држављанство и пасош све до краја 1980-их. Уочи пада Берлинског зида 1988. и пред распад Југославије, Краљевић је, по узору на Динка Дедића, Анту Шуту и Антуна Бабића из Мелбурна, основао Хрватски информативни центар у Канбери који је имао циљ обавјештавати тамошње медије о стању у Хрватској.
Након успостављања вишестраначја у Хрватској, у Загребу се оснива Хрватска странка права, а за првог повјереника ХСП-а за Аустралију постављен је Миро Хедјеш из Мелбурна, члана Аустралијско-хрватског друштва и Хрватског ослободилачког покрета. Међутим, Хедјеш је већ половином марта 1991. поднео оставку због увјерења да руководство ХСП-а треба да сарађује са хрватском владом и да јој да подршку. На његово мјесто је Доброслав Парага поставио Блажа Краљевића. За вријеме читавог боравка у Аустралији, Краљевић је био пасиван према, како их је назвао, „странцима из ХОП-а”, јер по њему „нису разумјели вријеме у којем живе” и да „испразним усташовањем само штете хрватској ствари”. Стога је његово именовање за повјереника ХСП-а за Аустралију било изненађујуће, јер је ХСП уживао подршку искључиво ХОП-а.

## Рат

### Долазак у Хрватску
Краљевић је имао резерву према хрватској исељеничкој политици и заузео је стајалиште да је „његово мјесто у Хрватској”. Након доласка у Загреб, Парага га поставља на мјесто прочелника канцеларије за пропаганду, на том мјесту је замијенио бившег новинара недјељника Глобус Николу Шолића. Исељеништво у Аустралији, посебно у Канбери, замјерило је Краљевићу што није неколико хиљада аустралијских долара, који су му били повјерени, предао као помоћ Хрватској војсци већ Доброславу Параги. По тврдњама његових познаника, вјеровао је да ће на тај начин више допринијети одбрани Хрватске.

### Дјеловање у БиХ
У Босни и Херцеговини, Хрватска странка права Босне и Херцеговине регистрована је 10. априла 1991, а 13. јуна исте године уз присуство Параге, руководство ХСП-а у љубушком хотелу Бигесте донијело је Липањску повељу о „успостави Независне Државе Хрватске на цијелом повијесном и етничком простору”. Краљевић се у Херцеговину вратио у октобру 1991. са Парагином одлуком о смјени дотадашњег координатора ХСП-а БиХ Ивице Караматића, пјесника из Посушја и на његово мјесто поставио Младена Бошњака Кобилу из Љубушког са сталним пребивалиштем у Осијеку. Средином децембра 1991. Краљевић се за стално преселио у Херцеговину са циљем оснивања ратног штаба ХОС-а за Херцеговину. Ратни штаб ХОС-а за Херцеговину основан је 18. децембра 1991. у Љубушком. Катица Пернар је именована секретарицом Ратног штаба. Штаб се налазио у приватној кући Милоша Павлака. Након неразјашњене смрти Краљевићевог комшије и сарадника из Канбере Креше Кордића Жере, Краљевић је, по приједлогу Младена Бошњака, штаб премјестио у кућу Здравка Хрстића, предсједника ХСП-а БиХ након рата. Краљевић је дјеловао по нахођењу Параге који је својим писмом ХОС подредио АРБиХ прије него што је она била стварно устројена.
Истовремено је Краљевић заоштравао односе са Хрватском заједницом Херцег-Босном, а зближавао се са Алијом Изетбеговићем и Територијалном одбраном Републике Босне и Херцеговине, која ће касније постати АРБиХ. Тада је већ било јасно да Изетбеговић и ТО РБиХ не гаје пријатељске односе са Хрватима у БиХ. У име Ратног заповједништва ХОС-а, Краљевић је 9. маја 1992. издао проглас у коме је позвао припадника ХВО-а да се подреде ХОС-у и ТО РБиХ.
Муслиманско руководство започело је инструментализацију ХОС-а у БиХ са циљем нарушавања ХВО-а. Политика ХСП-а одговарала је муслиманском руководству због сопственог заговарања унитарне Босне, док је ХСП за крајњи циљ поставили стварање хрватских граница на Дрини. Међутим, муслиманско руководство било је свјесно немогућности остваривања тог пројекта.
ХВО је са Краљевићем започео преговоре око успостављања заједничке команде и организовања заједничке одбране. У више наврата са Краљевићем је преговарао Нијаз Батлак, генерал-мајор Хрватске војске, и Ивица Приморац, официр ХОС-а, који су тражили да се пронађе рјешење, међутим Краљевић је сваку сарадњу са ХВО-м одбацивао оправдањем да ХВО не воде „прави Хрвати”. У то вријеме дошло је до нарушавања односа између Приморца, који је смиривао тензије, и Краљевића. Приморац је у више наврата организовао састанке Батлака и Краљевића, али без успјеха. Са Краљевићем је такође преговарао и Слободан Праљак, који такође није добио Краљевићев пристанак за сарадњу ХВО-а и ХОС-а. Заповједник ХОС-а у Љубушком, Ивица Томић, одржао је у јулу 1992. састанак са Милетом Дедаковићем и Краљевићем са циљем да ријеши спор између ХВО-а и ХОС-а. Дедаковић је сматрао да ХВО и ХОС треба да сарађују у циљу одбране хрватског народа у БиХ, док је Краљевић одбијао сваки облик сарадње и захтијевао подређивања ХВО-а ХОС-у. Краљевић је ускоро издао и наређење по којем се припадницима ХОС-а забрањује заустављање на војним пунктовима ХВО-а, што се почиње дешавати већ у јулу 1992. у Мостару. Након што су Фрањо Туђман и Изетбеговић потписали Сплитску декларацију 22. јула 1992, Краљевић се, са још неколико припадника ХОС-а, састао са генералом АРБиХ Сефером Халиловићем. На састанку је постигнут договор по коме ће ХОС преузети власт у Љубушком, Чапљини и другим градовима.
Изетбеговић је 2. августа 1992. донио одлуку у којој ХОС постаје саставни дио ТО РБиХ, а Краљевића је именовао чланом Главног штава ТО РБиХ. Такво поступање Краљевића довело је до међухрватског сукоба у БиХ.
У Чапљини су ХОС омасовили Муслимани. У јулу 1992. ХОС у Чапљини почиње стварати проблеме ХВО-у под командом генерала Праљка због великог броја неевидентираних бораца који су углавном били непознати. Због тога се Праљак састаје са Краљевићем и на састанку тражи подређивање ХОС-а или барем евиденцију о регрутовању у ХОС. Краљевић је такав приједлог Праљка одбио. Сличан проблем са ХОС-ом се јавио и у Стоцу, гдје су 90% ХВО-а чинили Муслимани. Регрутација ХОС-а непознатим или неевидентираним особама догађала се и у Мостару. Према извјештају Војно-обавјештајне службе Главног штаба ХВО-а од 8. августа 1992, Муслимани су добили интерна упутства да улазе искључиво у састав АРБиХ или ХОС-а како би се борили против ХВО-а.
Краљевић се током рата водио усташком идеологијом. Као циљ ХОС-а у БиХ поставио је стварање хрватске границе на Дрини, а водио се увјерењем да су Муслимани у ствари Хрвати исламске вјероисповијести. У својим наступима нападао је Херцег-Босну и њеног предсједника Мату Бобана, оптужујући их за антихрватство. У логору Дретељ ХОС је злостављао и убијао српско становништво, а Краљевић је за замјеника управника логора поставио Едиба Буљубашића, осуђеног серијског убицу који је признао и ратне злочине почињене у логору Дретељ.

## Смрт
Након заоштравања односа ХВО-а и ХОС-а, Херцег-Босна је издала наређење којим се тражи хапшење свих заповједника ХОС-а који одбију сарадњу са ХВО-ом. У то вријеме припремале су се за операцију Бура, за коју је била потреба и помоћ ХОС-а која је била под знаком питања због сарадње са АРБиХ. ХВО је од полиције преузела контролне пунктове у склопу тог наређења, а посебан режим контроле успостављен је у Мостару због ратне опасности. Након организованог састанка Краљевића и официра ТО РБиХ од стране Винка Мартиновића, заповједника ХОС-а у Мостару, Краљевић се 9. августа упутио у Читлук гдје је, под неразјашњеним околностима, дошло до међусобне паљбе између припадника ХВО-а и ХОС-а у којој је страдала Краљевићева пратња коју је чинило осам припадника ХОС-а и сам Краљевић, један припадник ХВО-а, док је други рањен. Краљевић је требало да буде спроведен у Сплит, гдје је требало да пристане на подређеност ХОС-а ХВО-у.
Краљевић је сахрањен у родном мјесту Лисице, 13. августа 1992. године. Руководство ХСП-а га је посмртно унаприједило у чин крилника, највиши војни чин у ХОС-у.
Станко Приморац је непосредни прије Краљевићеве погибије са 1. батаљоном ХОС-а прешао у 156. бригаду ХВ-а и одбио се вратити у ХОС на позив Краљевића. Два дана након погибије Приморац је именован командантом Ратног штаба ХОС-а у Херцеговини. Са те позиције је 23. августа 1992. потписао споразум са министром одбране Херцег-Босне Бруном Стојићем о подређености ХОС-а ХВО-у.
Предсједник Хрватске, Фрањо Туђман, на приједлог министра одбране, Гојка Шушка и Државног повјеренства за војна одликовања и признања, одликовао је 3. децембра 1996. Блажа Краљевића одликовањем — Ред Петра Зринског и Франа Крсте Франкопана са златним плетером.

### Контроверзе
Погибија Краљевића постала је предмет нагађања, па се тако за његову смрт окривљују многе особе. Многи за погибију криве Младена Налетилића, команданта Кажњеничке бригаде ХВО-а. Станко Приморац и Звонко Јуришић, предсједник ХСП-а БиХ за погибију су окривили и Вицу Вукојевића, хрватског уставног судију, међутим Приморац је 2005. у свједочењу одбрани генерала Слободана Праљка признао да „нико не зна” како је дошло до Краљевићеве погибије. Неки сматрају и да је сам Приморац посредно одговоран за погибију, а заједно са њим окривљује се и Ивица Лучић, историчар и шеф Сигурносно-информативне службе ХВО-а. За умијешаност у Краљевићеву погибију Парага је окривио и генерала ХВО-а Ивана Андабака тврдећи да је непосредно извршио убиство Краљевића и његове пратње.
Због погибије Краљевића и његових сабораца, било је отворено више истрага. Одмах након погибије, адвокат ХСП-а Антун Миличевић из Макарске подигао је оптужницу против Бруна Стојића, Валентина Ћорића, Младена Налетилића и других пред Жупанијским судом у Загребу. У септембру 1993. Парага је пред Хашким трибуналом подигао оптужницу против Вице Вукојевића, Мате Бобана, Младена Налетилића, Ивана Андабака и Бруна Стојића, међутим, истрага никада није покренута. Приморац је као заступник у Парламенту Федерације БиХ у августу 2007. позвао „све федералне институције, тужитељство и судске власти” да покрену истрагу о Краљевићевој смрти. У октобру 2009. Кантонално тужилаштво Херцеговачко-неретванског кантона саслушало је Едиба Буљубашића, осуђеног ратног злочинца и официра ХОС-а, у истрази о Краљевићевој смрти, али је истрага остала затворена све до данас. У мају 2013. Жупанијско државно тужилаштво у Загребу поново је отворило истрагу и почело са саслушањем свједока у Мостару.